# Município de Lawrence (condado de Stark, Ohio)
O município de Lawrence (em inglês: Lawrence Township) é um município localizado no condado de Stark no estado estadounidense de Ohio. No ano de 2010 tinha uma população de 13 702 habitantes e uma densidade populacional de 152,41 pessoas por km².

## Geografia
O município de Lawrence encontra-se localizado nas coordenadas 40° 52′ 02″ N, 81° 35′ 57″ O. Segundo a Departamento do Censo dos Estados Unidos, o município tem uma superfície total de 89.9 km², da qual 89,07 km² correspondem a terra firme e (0,93 %) 0,83 km² é água.

## Demografia
Segundo o censo de 2010, tinha 13 702 pessoas residindo no município de Lawrence. A densidade populacional era de 152,41 hab./km². Dos 13 702 habitantes, o município de Lawrence estava composto pelo 97,51 % brancos, o 0,57 % eram afroamericanos, o 0,16 % eram amerindios, o 0,31 % eram asiáticos, o 0,19 % eram de outras raças e o 1,26 % eram de uma mistura de raças. Do total da população o 1,09 % eram hispanos ou latinos de qualquer raça.